# LP4
Albums de Ratatat
LP3
(2008) Magnifique
(2015)
LP4 est le quatrième album produit par le groupe new-yorkais Ratatat. Il est sorti dans le courant du printemps 2010.

## Liste des morceaux et de leur durée
| No  | Titre               | Durée |
| --- | ------------------- | ----- |
| 1.  | Bilar               | 4:14  |
| 2.  | Drugs               | 4:55  |
| 3.  | Neckbrace           | 4:06  |
| 4.  | We Can't Be Stopped | 2:10  |
| 5.  | Bob Ghandi          | 4:01  |
| 6.  | Mandy               | 3:42  |
| 7.  | Mahalo              | 2:02  |
| 8.  | Party With Children | 2:58  |
| 9.  | Sunblocks           | 3:42  |
| 10. | Bare Feast          | 2:38  |
| 11. | Grape Juice City    | 3:56  |
| 12. | Alps                | 4:21  |

| 13. | Biddang | 3:21 |